# Абібаал (цар Бібла)
Абібаал (Аби-Баал, «батько мій Баал»; фінік. Abi-ba‘al) - цар Бібла в другій половині X століття до н. е.

## Біографія
Абібаал відомий тільки з одного вотивного напису, присвяченого  фінікійській богині Баалат-Гебал  . Цей напис знаходиться на постаменті переможної стели єгипетського фараона Шешонка I    , і в ній Абібаал згадується як син правителя Бібла Йехімілка . Передбачається, що він володів престолом у другій половині X століття до н. е. Як точніше наводяться різні дати від 950 до 930 року до н. е. включно. Абібаал отримав престол після свого батька, а йому успадковував його брат Елібаал      .
Про правління Абібаала ніяких відомостей в історичних джерелах не збереглося. У написі Шешонка I повідомляється не тільки про підпорядкування тим Бібла, але і всієї Фінікії, і навіть отримання данини від сирійських володарів . Однак інших відомостей про поширення влади фараонів на ці землі в той час немає. Проте, можливо, що Абібаал і його найближчі наступники деякий час визнавали над собою верховну владу правителів Єгипту    .